# Schönau an der Triesting
Schönau an der Triesting är en ort och kommun i Österrike. Den ligger i distriktet Baden i förbundslandet Niederösterreich, 30 km söder om huvudstaden Wien. 
Kommunen består av tre orter (Ortschaften) (inom parentes invånarantal 1 januari 2024):
- Dornau (17)
- Schönau an der Triesting (1 465)
- Siebenhaus (636)